# Alf Ronnby

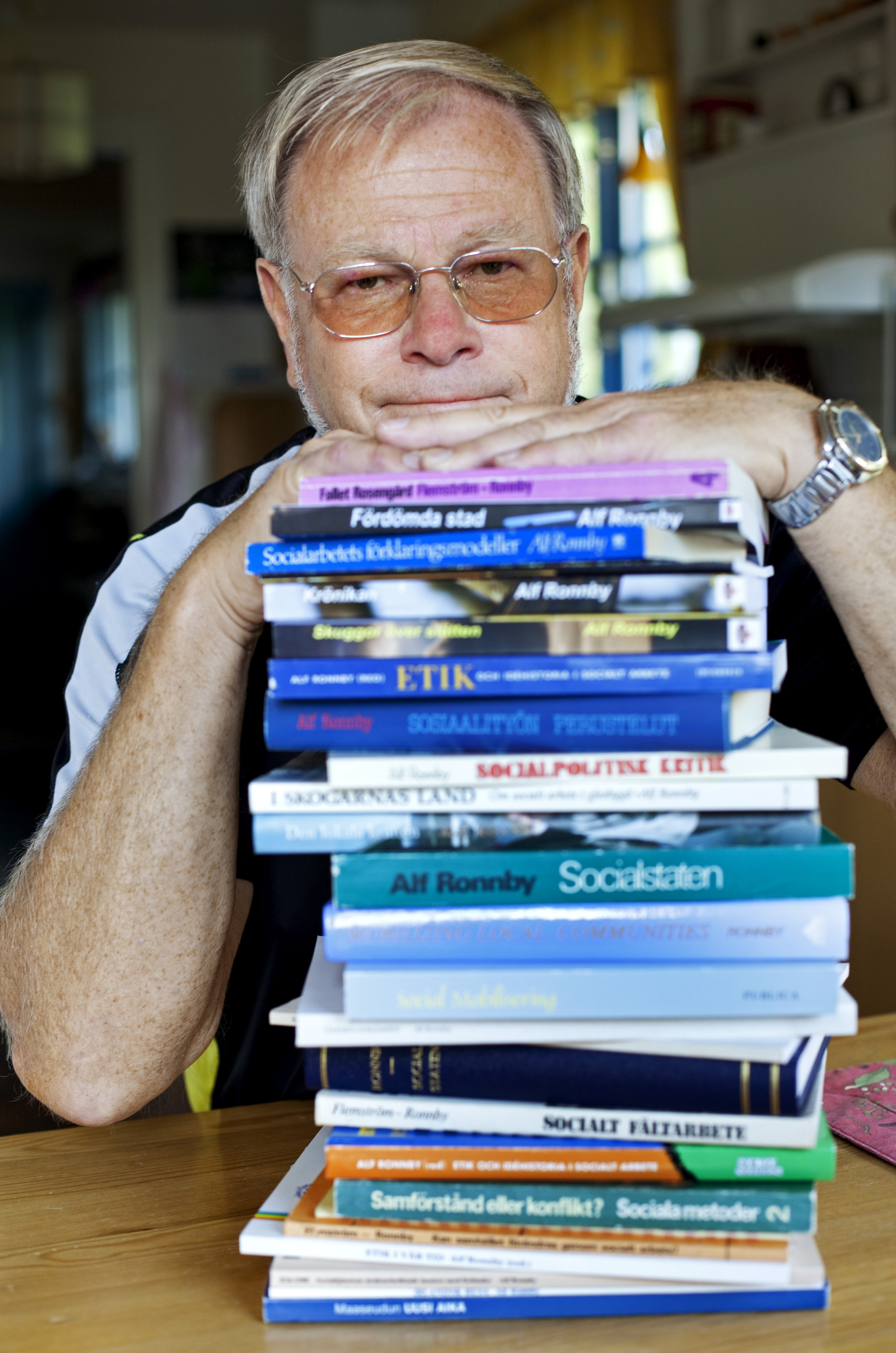
Alf Ronnby 2009.

Alf Ronnby, född 7 november 1943, död 10 februari 2021, var en svensk sociolog och författare. 

## Biografi
Ronnby utbildade sig till socionom vid Socialhögskolan i Lund och kom att ägna hela sitt yrkesliv åt socialt arbete. Han började som fältarbetare i det nybyggda Rosengård i Malmö, och skrev 1971 tillsammans med kollegan Carin Flemström den mycket uppmärksammade boken Fallet Rosengård, som också var en trebetygsuppsats i sociologi.

### Fallet Rosengård
I boken Fallet Rosengård ställs frågor om hur Rosengård utformades och blev ett tydligt exempel på många av miljonprogrammets brister, men sätter också in stadsdelen i en teoretisk referensram och analyserar svaren enligt en marxistisk teori. Klart och ofrånkomligt visade de på följderna av brister i den rådande planerings- och byggnadspolitiken. Redan då klagade vuxna invånare på att unga drev omkring sysslolösa på de torftiga gårdarna, medan miljonprogrammets arkitekter själva bodde i mer ombonade miljöer. I boken hängdes byggherrar och tjänstemän ut med hemadress och foto på bostaden.

### Akademisk karriär
Ronnby började 1975 som lärare vid Roskilde universitetscenter i Danmark och fortsatte 1980 som universitetslektor vid Östersunds högskola. År 1982 blev han filosofie doktor i sociologi vid Lunds universitet på avhandlingen Socialstaten: till kritiken av socialteknokratin. Tio år senare blev han docent i socialt arbete, och var från 1996 fram till sin pensionering verksam vid Göteborgs universitet.
Hans specialområden var samhällsarbete, strukturinriktade insatser i socialt arbete, social mobilisering och lokalt utvecklingsarbete, inriktat på det lilla lokalsamhället och landsbygdsutveckling. Totalt skrev han 15 fackböcker om samhälle, socialpolitik, socialt arbete och lokalt förändringsarbete. 
Ronnby medverkade med artiklar i tidskrifterna Socionomen, Social Kritik och International Social Work. Han var under mer än tio år krönikör i Skånska Dagbladet, och fick många debattartiklar publicerade i ett antal dagstidningar, och publicerade mångfalt fler debattinlägg inom många ämnen på sin egen blogg. 

### Senare år
Ronnby gav ut flera romaner, som bland annat skildrar hur det svenska samhället enligt honom hotas av kulturella och religiösa influenser på grund av invandring.
Han kom i ökande utsträckning att kritisera invandring och islam och påtala urholkning av den svenska socialpolitiken och kris i välfärden, och hans insändare och debattartiklar blev inte längre publicerade i samma utsträckning som tidigare.
År 2012 när den högerextrema Nya Tider startades vände han sig dit och blev där ända fram till sin bortgång en aktiv skribent och krönikör.
Vid sidan av den vassa pennan blev han uppskattad för reseskildringar och historiereportage, ofta från södra Sverige, där resorna gjordes med kanot, motorcykel, fotvandring och långfärdsskridskor. Han drunknade i samband med skridskoåkning på Levrasjön, Bromölla den 10 februari 2021 och hittades först den 23 februari.